# شهرستان چینگشویهه
شهرستان چینگشویهه (به لاتین: Qingshuihe County) یک شهرستان‌های جمهوری خلق چین در چین است که در هوهوت واقع شده‌است.
 شهرستان چینگشویهه   ۱٬۱۶۴ متر بالاتر از سطح دریا واقع شده‌است.